# Ангола на летних Олимпийских играх 1980
Ангола принимала участие в Летних Олимпийских играх 1980 года в Москве (СССР) в первый раз за свою историю, но не завоевала ни одной медали. Сборную страны представляла одна женщина и 10 мужчин, участвовавших в соревнованиях по боксу, лёгкой атлетике и плаванию.

## Бокс
Спортсменов — 3
| Спортсмен              | Категория | 1/16 финала                 | 1/8 финала           | Четвертьфинал        | Полуфинал            | Финал                |
| Спортсмен              | Категория | Соперник и результат        | Соперник и результат | Соперник и результат | Соперник и результат | Соперник и результат |
| ---------------------- | --------- | --------------------------- | -------------------- | -------------------- | -------------------- | -------------------- |
| Жозе Луиш де Алмейда   | 54 кг     | Рэймонд Джилбоди Пор 0-5    | Не прошёл            | Не прошёл            | Не прошёл            | Не прошёл            |
| Абилио Алмейда Кабрал  | 57 кг     | Фитцрой Браун Пор 0-5       | Не прошёл            | Не прошёл            | Не прошёл            | Не прошёл            |
| Альберто Мендес Коэльо | 60 кг     | Галсандорж Батбилег Пор 0-5 | Не прошёл            | Не прошёл            | Не прошёл            | Не прошёл            |

## Лёгкая атлетика
Спортсменов — 3
Мужчины
| Спортсмен        | Вид   | Забег     | Забег | Четвертьфинал | Четвертьфинал | Полуфинал | Полуфинал | Финал     | Финал     |
| Спортсмен        | Вид   | Результат | Место | Результат     | Место         | Результат | Место     | Результат | Место     |
| ---------------- | ----- | --------- | ----- | ------------- | ------------- | --------- | --------- | --------- | --------- |
| Илидио Коэльо    | 100м  | 11.42     | 7     | Не прошёл     | Не прошёл     | Не прошёл | Не прошёл | Не прошёл | Не прошёл |
| Рубен Инасио     | 200м  | 22.52     | 6     | Не прошёл     | Не прошёл     | Не прошёл | Не прошёл | Не прошёл | Не прошёл |
| Бернардо Мануэль | 5000м | 14:51.4   | 11    | Не прошёл     | Не прошёл     | Не прошёл | Не прошёл | Не прошёл | Не прошёл |

## Плавание
Спортсменов — 5
Мужчины
| Спортсмен                                                 | Вид                             | Заплыв     | Заплыв | Полуфинал | Полуфинал | Финал     | Финал     |
| Спортсмен                                                 | Вид                             | Результат  | Место  | Результат | Место     | Результат |           |
| --------------------------------------------------------- | ------------------------------- | ---------- | ------ | --------- | --------- | --------- | --------- |
| Жорже Лима                                                | 100м вольный стиль              | 59.39      | 35     | Не прошёл | Не прошёл | Не прошёл | Не прошёл |
| Жорже Лима                                                | 200м вольный стиль              | 2:14.37    | 40     | Не прошёл | Не прошёл | Не прошёл | Не прошёл |
| Жорже Лима                                                | 100м на спине                   | 1:14.33    | 25     | Не прошёл | Не прошёл | Не прошёл | Не прошёл |
| Франсиско Сантош                                          | 100м брасс                      | 1:18.95 NR | 22     | Не прошёл | Не прошёл | Не прошёл | Не прошёл |
| Маркош Даниэль                                            | 100м баттерфляй                 | 1:07.46    | 33     | Не прошёл | Не прошёл | Не прошёл | Не прошёл |
| Фернандо Лопеш Франсиско Сантош Маркош Даниэль Жорже Лима | Комбинированная эстафета 4x100м | 4:35.11    | 11     | Не прошли | Не прошли | Не прошли | Не прошли |

Женщины
| Спортсмен     | Вид                | Заплыв    | Заплыв | Полуфинал | Полуфинал | Финал     | Финал     |
| Спортсмен     | Вид                | Результат | Место  | Результат | Место     | Результат |           |
| ------------- | ------------------ | --------- | ------ | --------- | --------- | --------- | --------- |
| Мичеле Пессоа | 100м вольный стиль | 1:09.10   | 30     | Не прошла | Не прошла | Не прошла | Не прошла |
| Мичеле Пессоа | 100м на спине      | 1:26.59   | 26     | Не прошла | Не прошла | Не прошла | Не прошла |